# Divize 1936/1937
V soubojích 8. ročníku druhé nejvyšší fotbalové soutěže – Divize 1936/37 – se utkalo 57 mužstev v pěti skupinách každý s každým dvoukolově na podzim 1936 a na jaře 1937. Středočeská divize měla 14 účastníků, Divize českého venkova a Moravskoslezská divize měly po 12 účastnících, západní skupina Slovensko-podkarpatské divize byla jedenáctičlenná a ve východní skupině téže divize startovalo 8 mužstev.
Vítězové jednotlivých divizí – SK Čechie Karlín, SK Pardubice, SK Slezská Ostrava a FTC Fiľakovo – se utkali společně s nejlepším týmem německého svazu (DFV der ČSAF), jímž byl DFC Prag z Prahy (v sezoně 1935/36 sestoupil ze Státní ligy), v kvalifikačním turnaji o postup do Státní ligy. Do nejvyšší soutěže se probojovala mužstva SK Slezská Ostrava a SK Pardubice.

## Středočeská divize
| Poř. | Tým                   | Z  | V  | R | P  | VG | OG | B  |
| ---- | --------------------- | -- | -- | - | -- | -- | -- | -- |
| 1.   | SK Čechie Karlín      | 26 | 19 | 2 | 5  | 83 | 38 | 40 |
| 2.   | SK Sparta Košíře      | 26 | 17 | 3 | 6  | 77 | 53 | 37 |
| 3.   | SK Libeň (N)          | 26 | 15 | 3 | 8  | 74 | 40 | 33 |
| 4.   | AFK Bohemians         | 26 | 15 | 3 | 8  | 65 | 51 | 33 |
| 5.   | AFK Union Žižkov      | 26 | 12 | 6 | 8  | 68 | 59 | 30 |
| 6.   | SK Viktoria Nusle     | 26 | 12 | 3 | 11 | 55 | 68 | 27 |
| 7.   | SK Nusle              | 26 | 10 | 5 | 11 | 65 | 68 | 25 |
| 8.   | Nuselský SK           | 26 | 9  | 7 | 10 | 47 | 58 | 25 |
| 9.   | AFK Kolín (S)         | 26 | 11 | 2 | 13 | 55 | 52 | 24 |
| 10.  | SK Stará Boleslav (N) | 26 | 9  | 3 | 14 | 59 | 72 | 21 |
| 11.  | SK Slavoj Praha VIII  | 26 | 8  | 4 | 14 | 44 | 70 | 20 |
| 12.  | SK Meteor Praha VIII  | 26 | 9  | 1 | 16 | 53 | 77 | 19 |
| 13.  | SK Rapid Praha        | 26 | 5  | 6 | 15 | 22 | 40 | 16 |
| 14.  | SK Sparta Kladno      | 26 | 4  | 6 | 16 | 33 | 74 | 14 |

Poznámky:
- Z = Odehrané zápasy; V = Vítězství; R = Remízy; P = Prohry; VG = Vstřelené góly; OG = Obdržené góly; B = Body; (N) = Nováček (postoupivší z nižší soutěže); (S) = Sestoupivší z vyšší soutěže

|  | Kvalifikace o postup do Státní ligy 1937/38 |
|  | Sestup do příslušné I. A třídy 1937/38      |

## Divize českého venkova
| Poř. | Tým                       | Z  | V  | R | P  | VG | OG | B  |
| ---- | ------------------------- | -- | -- | - | -- | -- | -- | -- |
| 1.   | SK Pardubice              | 20 | 15 | 3 | 2  | 61 | 28 | 33 |
| 2.   | SK Explosia Semtín (N)    | 20 | 12 | 4 | 4  | 70 | 37 | 28 |
| 3.   | SK České Budějovice       | 20 | 11 | 2 | 7  | 56 | 49 | 24 |
| 4.   | SK Slavia Karlovy Vary    | 20 | 9  | 6 | 5  | 38 | 37 | 24 |
| 5.   | SK Dvůr Králové nad Labem | 20 | 10 | 3 | 7  | 70 | 43 | 23 |
| 6.   | SK Kopisty                | 20 | 9  | 2 | 9  | 52 | 45 | 20 |
| 7.   | SK Hradec Králové         | 20 | 8  | 1 | 11 | 45 | 53 | 17 |
| 8.   | SK Polaban Nymburk        | 20 | 5  | 3 | 12 | 39 | 56 | 13 |
| 9.   | SK Petřín Plzeň           | 20 | 5  | 3 | 12 | 35 | 63 | 13 |
| 10.  | SK Hořovice (N)           | 20 | 5  | 3 | 12 | 35 | 72 | 13 |
| 11.  | Mladoboleslavský SK       | 20 | 4  | 4 | 12 | 46 | 64 | 12 |
| 12.  | SK Rakovník               | –  | –  | – | –  | –  | –  | –  |

Poznámky:
- Z = Odehrané zápasy; V = Vítězství; R = Remízy; P = Prohry; VG = Vstřelené góly; OG = Obdržené góly; B = Body; (N) = Nováček (postoupivší z nižší soutěže)
- SK Rakovník odstoupil ze soutěže.[1]

|  | Kvalifikace o postup do Státní ligy 1937/38 |
|  | Přechod do Východočeské divize 1937/38      |
|  | Přechod do Západočeské divize 1937/38       |
|  | Sestup do příslušné I. A třídy 1937/38      |

## Moravskoslezská divize
Nejlepším střelcem se stal Jaroslav Weintritt z SK Přerov, který vstřelil 23 branky.
| Poř. | Tým                         | Z  | V  | R | P  | VG | OG | B  |
| ---- | --------------------------- | -- | -- | - | -- | -- | -- | -- |
| 1.   | SK Slezská Ostrava          | 22 | 18 | 3 | 1  | 75 | 19 | 39 |
| 2.   | SK Baťa Zlín                | 22 | 16 | 2 | 4  | 86 | 26 | 34 |
| 3.   | SK Hanácká Slavia Kroměříž  | 22 | 13 | 3 | 6  | 50 | 32 | 29 |
| 4.   | PKS Polonia Karwina         | 22 | 9  | 6 | 7  | 40 | 43 | 24 |
| 5.   | SK Slovan Moravská Ostrava  | 22 | 8  | 6 | 8  | 57 | 48 | 22 |
| 6.   | SK Arsenal Husovice (N)     | 22 | 8  | 6 | 8  | 37 | 33 | 22 |
| 7.   | SK Přerov                   | 22 | 10 | 1 | 11 | 49 | 74 | 21 |
| 8.   | SK Ostravská Slavia Ostrava | 22 | 6  | 5 | 11 | 38 | 68 | 17 |
| 9.   | SK Moravia Brno             | 22 | 5  | 5 | 12 | 37 | 53 | 15 |
| 10.  | SK Královo Pole             | 22 | 6  | 3 | 13 | 42 | 72 | 15 |
| 11.  | SK Olomouc ASO              | 22 | 5  | 3 | 14 | 36 | 54 | 13 |
| 12.  | SK Žabovřesky               | 22 | 6  | 1 | 15 | 34 | 59 | 13 |

Poznámky:
- Z = Odehrané zápasy; V = Vítězství; R = Remízy; P = Prohry; VG = Vstřelené góly; OG = Obdržené góly; B = Body; (N) = Nováček (postoupivší z nižší soutěže)

|  | Kvalifikace o postup do Státní ligy 1937/38 |

## Slovensko-podkarpatská divize

### Západní skupina
| Poř. | Tým                 | Z  | V  | R | P  | VG | OG | B  |
| ---- | ------------------- | -- | -- | - | -- | -- | -- | -- |
| 1.   | FTC Fiľakovo        | 20 | 13 | 6 | 1  | 53 | 16 | 32 |
| 2.   | TTS Trenčín         | 20 | 10 | 5 | 5  | 43 | 32 | 25 |
| 3.   | ÉSE Nové Zámky      | 20 | 7  | 7 | 6  | 40 | 34 | 21 |
| 4.   | ŠK Žilina           | 20 | 9  | 3 | 8  | 36 | 39 | 21 |
| 5.   | ZTK Zvolen          | 20 | 9  | 3 | 8  | 34 | 38 | 21 |
| 6.   | KFC Komárno         | 20 | 7  | 6 | 7  | 32 | 46 | 20 |
| 7.   | ŠK Rapid Trnava (N) | 20 | 8  | 2 | 10 | 37 | 29 | 18 |
| 8.   | FC Vrútky           | 20 | 8  | 1 | 11 | 38 | 45 | 17 |
| 9.   | LAFC Lučenec (N)    | 20 | 7  | 2 | 11 | 32 | 33 | 16 |
| 10.  | ŠK VAS Bratislava   | 20 | 6  | 4 | 10 | 46 | 52 | 16 |
| 11.  | PFK Piešťany        | 20 | 5  | 3 | 12 | 30 | 57 | 13 |

Poznámky:
- Z = Odehrané zápasy; V = Vítězství; R = Remízy; P = Prohry; VG = Vstřelené góly; OG = Obdržené góly; B = Body; (N) = Nováček (postoupivší z nižší soutěže)

|  | Kvalifikace o postup do Státní ligy 1937/38 |
|  | Sestup do příslušné I. A třídy 1937/38      |

### Východní skupina
| Poř. | Tým                     | Z  | V  | R | P  | VG | OG | B  |
| ---- | ----------------------- | -- | -- | - | -- | -- | -- | -- |
| 1.   | ČsŠK Košice             | 14 | 11 | 0 | 3  | 53 | 22 | 22 |
| 2.   | KAC Košice              | 14 | 9  | 3 | 2  | 37 | 15 | 21 |
| 3.   | AC Spišská Nová Ves     | 14 | 10 | 1 | 3  | 38 | 21 | 21 |
| 4.   | ČsŠK Užhorod            | 14 | 6  | 2 | 6  | 30 | 34 | 14 |
| 5.   | BFTC Berehovo           | 14 | 6  | 1 | 7  | 30 | 27 | 13 |
| 6.   | MSE Mukačevo            | 14 | 5  | 2 | 7  | 30 | 35 | 12 |
| 7.   | ŠK Kráľovský Chlmec (N) | 14 | 4  | 1 | 9  | 22 | 47 | 9  |
| 8.   | KSC Košice (N)          | 14 | 0  | 0 | 14 | 10 | 49 | 0  |

Poznámky:
- Z = Odehrané zápasy; V = Vítězství; R = Remízy; P = Prohry; VG = Vstřelené góly; OG = Obdržené góly; B = Body; (N) = Nováček (postoupivší z nižší soutěže)

|  | Sestup do příslušné I. A třídy 1937/38 |

### Mistrovství Slovenska
FTC Fiľakovo – ČsŠK Košice 2:1 a 1:0

## Kvalifikační turnaj o postup do Státní ligy
| Poř. | Tým                | Z | V | R | P | VG | OG | B  |
| ---- | ------------------ | - | - | - | - | -- | -- | -- |
| 1.   | SK Slezská Ostrava | 8 | 3 | 4 | 1 | 15 | 11 | 10 |
| 2.   | SK Pardubice       | 8 | 3 | 3 | 2 | 16 | 15 | 9  |
| 3.   | SK Čechie Karlín   | 8 | 3 | 2 | 3 | 19 | 17 | 8  |
| 4.   | FTC Fiľakovo       | 8 | 3 | 2 | 3 | 11 | 15 | 8  |
| 5.   | DFC Prag           | 8 | 1 | 3 | 4 | 13 | 16 | 5  |

|  | Postup do Státní ligy 1937/38 |
|  | Setrvání v divizi             |